# 紹姆堡-利珀的伊達
紹姆堡-利珀的伊達（德語：Ida zu Schaumburg-Lippe，1852年7月28日—1891年9月28日），羅伊斯-格賴茨親王妃，阿道夫一世的女兒，也是是格赖斯罗伊斯亲王海因里希二十二世的配偶。

## 家庭
1872年，伊達與羅伊斯-格賴茨親王亨利二十二世結婚，兩人共有1子5女：
- 亨利二十四世（1878年—1927年）
- 埃瑪公主（1881年—1961年）
- 瑪麗公主（1882年—1942年）
- 卡羅琳公主（1884年—1905年）
- 赫爾敏公主（1887年—1947年）
- 伊達公主（1891年—1977年）

1. ↑  . Royalty Guide.   [13 October 2010]. （原始内容存档于4 August 2010）.